# 昭和真空
株式会社昭和真空（しょうわしんくう、英: SHOWA SHINKU CO., LTD.）は、神奈川県相模原市中央区に本社を置き、主に産業・研究機関向け真空装置を製造する、アルバックグループの企業。

## 沿革
- 1953年 - 小俣真空機器研究所を創業。
- 1958年 - 昭和眞空機械株式会社を設立。
- 1978年 - 株式会社昭和眞空に社名変更。
- 1998年 - 現社名に変更。
- 2000年 - 日本証券業協会に株式を店頭公開（後のJASDAQ）。
- 2022年4月 - 東京証券取引所市場区分見直しにより、JASDAQ（スタンダード）からスタンダード市場へ移行。

## 拠点
- 工場 - 4ヶ所
- 営業所 - 1ヶ所

## 事業内容
水晶デバイス用、光学薄膜用、電子デバイス用などの総合的な真空関連装置並びに真空機器等の開発・製造・販売。